# Пенинские-Оболенские
Пенинские-Оболенские —  угасший русский княжеский род, Рюриковичи, одна из множества ветвей князей Оболенских. Род внесён в Бархатную книгу.
Происходят от  князя Андрея Михайловича Пенинского-Оболенского  (XVIII колено от Рюрика), сына Михаила Ивановича Оболенского. Род был немногочисленным и скоро пресекся, на военной и гражданской службе отличились сыновья Андрея Михайловича, бывшие воеводами и боярами удельных князей Старицких.
По родословной росписи князей Пенских-Оболенских известны всего пять представителей рода.

## Известные представители
| №            | Имя, Отчество                               | № отца | Примечания                                      |
| ------------ | ------------------------------------------- | ------ | ----------------------------------------------- |
| 1            | Оболенский Андрей Михайлович                |        | Родоначальник князей Пенинских                  |
| 2            | Пенинский-Оболенский Иван Андреевич         | 1      | Боярин и воевода Андрея Ивановича Старицкого    |
| 3            | Пенинский-Оболенский Юрий Андреевич Большой | 1      | Боярин и воевода Андрея Ивановича Старицкого    |
| 4            | Пенинский-Оболенский Юрий Андреевич Меньшой | 1      | Боярин, воевода Владимира Андреевича Старицкого |
| 5            | Пенинский-Оболенский, Фёдор Иванович        | 2      | Казнён по приказу Ивана Грозного (1544)         |
| Род пресёкся |                                             |        |                                                 |